# カシン公
カシン公（ロシア語: Князь Кашинский）はカシン公国の君主の称号である（「公」はクニャージからの訳出による）。君主号・公国の名は、その首都だったカシンによる。

## カシン公の一覧
カシン公の継承順は以下のとおりである。括弧は在位年（同名・同父称の人物はすべて別人）。
- ヴァシリー・ミハイロヴィチ（1319年 - 1348年）
- ヴァシリー・ヴァシリエヴィチ（1348年 - 1362年）
- ミハイル・ヴァシリエヴィチ（1362年 - 1373年）
- ヴァシリー・ミハイロヴィチ（1373年 - 1382年）
- アレクサンドル・ミハイロヴィチ（1382年 - 1395年）
- ボリス・ミハイロヴィチ（1389年 - 1395年）
- ヴァシリー・ミハイロヴィチ（1395年 - 1426年）